# Liste der Biografien/Bacq
Liste der Biografien |
Portal Biografien |
Personensuche
# |
A |
B |
C |
D |
E |
F |
G |
H |
I |
J |
K |
L |
M |
N |
O |
P |
Q |
R |
S |
T |
U |
V |
W |
X |
Y |
Z |
?
 
Ba |
Be |
Bd |
Bg |
Bh |
Bi |
Bj |
Bl |
Bm |
Bn |
Bo |
Br |
Bs |
Bu |
Bw |
By |
Bz
 
Baa |
Bab |
Bac |
Bad |
Bae |
Baf |
Bag |
Bah |
Bai |
Baj |
Bak |
Bal |
Bam |
Ban |
Bao |
Bap |
Baq |
Bar |
Bas |
Bat |
Bau |
Bav |
Baw |
Bax–Baz
 
Baca |
Bacc |
Bace |
Bach |
Baci |
Back |
Bacl |
Bacm |
Baco |
Bacq |
Bacr |
Bacs |
Bacu |
Bacv |
Bacy |
Bacz
Die Liste der Biografien führt alle Personen auf, die in der deutschsprachigen Wikipedia einen Artikel haben. Dieses ist eine Teilliste mit 14 Einträgen von Personen, deren Namen mit den Buchstaben „Bacq“ beginnt.

## Bacq
- Bacq, Thérèse (1825–1896), französische Ordensgründerin
- Bacq, Zénon (1903–1983), belgischer Strahlenbiologe und Hochschullehrer

### Bacqu
- Bacqué, Daniel-Joseph (1874–1947), französischer Bildhauer
- Bacqué, François (1936–2023), französischer Geistlicher, römisch-katholischer Erzbischof und Diplomat des Heiligen Stuhls
- Bacque, James (1929–2019), kanadischer Publizist, Romanautor und Historiker
- Bacquehem, Olivier Marquis de (1847–1917), österreichischer Politiker
- Bacquelaine, Daniel (* 1952), belgischer Mediziner und Politiker der Mouvement Réformateur (MR)
- Bacquet, Fabien (* 1986), französischer Radrennfahrer
- Bacqueville de la Potherie (1663–1736), französischer Chronist
- Bacqueville, Patrick (* 1950), französischer Jazzposaunist und -sänger
- Bacqueyrisses, Pierre (1893–1949), französischer Unternehmer und Autorennfahrer
- Bacquié, Alice (* 1995), französische Tennisspielerin
- Bacquier, Gabriel (1924–2020), französischer Opernsänger (Bariton)
- Bacquin, Jean-Marc (* 1964), französischer Freestyle-Skisportler